# Castel di Sangro Calcio 2003-2004
Questa pagina raccoglie le informazioni riguardanti il Castel di Sangro Calcio nelle competizioni ufficiali della stagione 2003-2004.

## Rosa
| N. |                   | Ruolo | Calciatore              |
| -- | ----------------- | ----- | ----------------------- |
|    | Italia (bandiera) | D     | Michele Baldini         |
|    | Italia (bandiera) | D     | Raffaele Boscia         |
|    | Italia (bandiera) | D     | Angelo Buono            |
|    | Italia (bandiera) | C     | Domenico Cannaloga      |
|    | Italia (bandiera) | D     | Roberto Carannante      |
|    | Italia (bandiera) | C     | Garibaldi Enzo Catalano |
|    | Italia (bandiera) | D     | Giacomo Chessa          |
|    | Italia (bandiera) | A     | Mariano Cilli           |
|    | Italia (bandiera) | C     | Giuseppe Del Gaudio     |
|    | Italia (bandiera) | C     | Alessio D'Imporzano     |
|    | Italia (bandiera) | P     | Gennaro Esposito        |
|    | Italia (bandiera) | D     | Giovanni Esposito       |
|    | Italia (bandiera) | A     | Edmondo Farias          |
|    | Italia (bandiera) | P     | Alessandro Ferreri      |
|    | Italia (bandiera) | C     | Guido Gallovich         |
|    | Italia (bandiera) | P     | Attilio Gigli           |

| N. |                               | Ruolo | Calciatore                |
| -- | ----------------------------- | ----- | ------------------------- |
|    | Italia (bandiera)             | D     | Matteo Giordano           |
|    | Italia (bandiera)             | A     | Ivan Giuntoli             |
|    | Costa d'Avorio (bandiera)     | C     | Yossouf Kone              |
|    | Italia (bandiera)             | A     | Nicola Lo Calzo           |
|    | Italia (bandiera)             | C     | Giorgio Marinucci Palermo |
|    | Italia (bandiera)             | C     | Nunzio Mollo              |
|    | Italia (bandiera)             | A     | Stefano Morello           |
|    | Italia (bandiera)             | C     | Carmine Nuzzaci           |
|    | Italia (bandiera)             | A     | Roberto Pompili           |
|    | Cambogia (bandiera)           | A     | Ousmane Sanda             |
|    | Italia (bandiera)             | C     | Giuseppe Soria            |
|    | Macedonia del Nord (bandiera) | A     | Aco Stojkov               |
|    | Italia (bandiera)             | D     | Thomas Urso               |
|    | Italia (bandiera)             | P     | Gianluca Vivan            |
|    | Italia (bandiera)             | A     | Gerardo Young             |